# Groupe fortifié l'Yser
La Feste Prinz Regent Luitpold, rebaptisé groupe fortifié l’Yser après 1919, est un ouvrage militaire situé près de Metz. Il fait partie de la seconde ceinture fortifié des forts de Metz et connut son baptême du feu, fin 1944, lors de la bataille de Metz.

## Contexte historique
Pendant l’Annexion, Metz, dont la garnison allemande oscille entre 15 000 et 20 000 hommes au début de la période et dépasse 25 000 hommes avant la Première Guerre mondiale, devient progressivement la première place forte du Reich allemand.
La Feste Prinz Regent Luitpold complète la Seconde ceinture fortifiée de Metz composée des Festen Wagner (1904-1912), Kronprinz (1899 - 1905), Leipzig (1907-1912), Kaiserin (1899-1905), Lothringen (1899-1905), Freiherr von der Goltz (1907-1916), Haeseler (1899-1905), Prinz Regent Luitpold (1907-1914) et Infanterie-Werk Belle-Croix (1908-1914).
Le groupe fortifié Luitpold, ou l’Yser, faisait partie d’un programme de fortifications plus vaste, appelé « Moselstellung », et englobant des forteresses disséminées entre Thionville et Metz, dans la vallée de la Moselle. L’objectif de l’Allemagne était de se protéger contre une attaque française visant à reprendre l'Alsace-Lorraine, soit l’Alsace et la Moselle, à l’Empire allemand. Le système de fortification fut conçu pour s’adapter aux progrès grandissants de l’artillerie depuis la fin du XIXe siècle. Basé sur de nouveaux concepts défensifs, tels que la dispersion et la dissimulation, le groupe fortifié devait constituer, en cas d’attaque, un barrage infranchissable pour les forces françaises.

## Conception d’ensemble
Le périmètre de protection du fortifié l’Yser est assuré par un ensemble de positions d’infanterie, de casernes fortifiées et de batteries d’artillerie, disséminés sur une vaste superficie et dissimulés par la topographie naturelle. À partir de 1899, le Plan Schlieffen de l’état-major allemand conçut les fortifications de la Moselstellung, entre Metz et Thionville, comme un verrou destiné à bloquer l’avance éventuelle des troupes françaises en cas de conflit. Ce concept de ligne fortifiée sur la Moselle constituait une innovation significative par rapport au système Séré de Rivières développé par les Français. Il inspira plus tard les ingénieurs de la ligne Maginot.

## Construction et aménagements
D’une superficie de 83 ha, la Feste Prinz Regent Luitpold est construite de 1907 à 1914. Le groupe fortifié dispose de 2 casernes fortifiées, pouvant recevoir un total de 560 hommes. Il est doté de 8 pièces d’artillerie, 6 de 100 mm et 2 de 77 mm. Il dispose de huit coupoles d’observation et de vingt postes de guet. Les différents postes sont reliés par 1 700 m de galeries souterraines. Dans ses citernes, il dispose de 2 640 m3 d’eau. L’énergie nécessaire à son fonctionnement est assurée par sept moteurs diesel de 27 CV chacun.

## Affectations successives
Durant l’annexion de l’Alsace-Lorraine, le fort reçoit une garnison d’artilleurs à pied appartenant au XVIe Corps d’Armée. De 1914 à 1918, il sert de relais pour les soldats allemands montant au front. Ses équipements et son armement sont alors à la pointe de la technique militaire. En 1919, le fort est occupé par l’armée française. Après le départ des troupes françaises en juin 1940, l’armée allemande réinvestit les lieux. Début septembre 1944, au début de la bataille de Metz, le commandement allemand l’intègre au dispositif défensif mis en place autour de Metz.

## Seconde Guerre mondiale
Le 2 septembre 1944, Metz est déclarée forteresse du Reich par Hitler. La place forte doit donc être défendue jusqu’à la dernière extrémité par les troupes allemandes, dont les chefs ont tous prêté serment au Führer. Le lendemain, 3 septembre 1944, le général Krause, alors commandant de la place forte de Metz, établit son Oberkommando, le poste de commandement principal, dans la caserne du fort Alvensleben. Le fort de Plappeville est en effet situé du côté de l’attaque américaine, à l’ouest, à seulement 4 km du centre ville. Le jour même, les troupes du général Krause prennent position sur une ligne allant de Pagny-sur-Moselle à Mondelange, en passant à l’ouest de Metz par Chambley, Mars-la-Tour, Jarny et Briey. Après un premier repli opéré le 6 septembre 1944, les lignes allemandes s’appuient maintenant solidement sur les forts du secteur ouest de Metz, en particulier sur les forts Lorraine, Jeanne d’Arc et Driant.
L’offensive américaine, lancée le 7 septembre 1944, tourne court. Les troupes doivent s’arrêter sur la Moselle, malgré la prise de deux têtes de ponts au sud de Metz. Buttant contre des forts mieux défendus que prévu, les troupes américaines sont maintenant à bout de souffle. Le général McLain, en accord avec le général Walker, décide alors de suspendre les attaques, en attendant de nouveaux plans de l’état-major de la 90e Infantry Division. Alors que les troupes de la troisième armée américaine se reposent en écoutant Marlène Dietrich, les troupes allemandes profitent de l'accalmie dans les combats pour se réorganiser. Des troupes de réserves de la future 462e Volks-Grenadier-Division relèvent, dans les forts du secteur, les troupes d’élites de Siegroth.
Lorsque les hostilités reprennent en novembre 1944, après un mois pluvieux, les soldats de la 462e Volks-Grenadier-Division tiennent toujours solidement les forts de Metz, même si les ravitaillements se font plus difficilement, sous les tirs d’artillerie et les bombardements fréquents. Le 9 novembre 1944, l'Air Force envoie pas moins de 1 299 bombardiers lourds, B-17 et B-24, déverser 3 753 tonnes de bombes, de 1 000 à 2 000 livres, sur les ouvrages fortifiés et les points stratégiques situés dans la zone de combat de la IIIe armée. La plupart des bombardiers ayant largué leurs bombes sans visibilité, à plus de 20 000 pieds, les objectifs militaires sont souvent manqués. À Metz, les 689 chargements de bombes, destinés à frapper le fort Jeanne d’Arc et six autres forts désignés comme des cibles prioritaires, ne font que des dégâts collatéraux. À Thionville et à Sarrebruck, le résultat est aussi peu concluant, prouvant une fois de plus l’inadéquation des bombardements massifs sur des objectifs militaires.
Mi-novembre 1944, les XIIe et XXe corps d’armée américains tentent de prendre les fortifications de Metz en tenaille. La 95e division d’infanterie doit centrer son effort sur le front ouest de Metz, alors que la 5e division doit déborder les lignes allemandes, au nord et au sud. L’attaque encerclante de l’armée américaine réussit finalement, après trois jours d’incertitude. Le soir du 17 novembre 1944, la situation des défenseurs allemands est devenue critique. Les hommes valides de la 462e Volks-Grenadier-Division sont pour la plupart encerclés dans les forts de Metz. Le restant des troupes, fragmenté à l’extrême, tient des positions clés à la périphérie de la ville. Le 22 novembre 1944, la ville tombe aux mains des Américains, mais certains forts résistent encore pendant deux longues semaines. Le 6 décembre 1944, le fort Saint-Quentin se rend avec une garnison importante. Le fort de Plappeville dépose les armes le lendemain. Le fort Jeanne-d’Arc, sans doute parce qu’il était commandé par l’état-major de la 462e Volks-Grenadier-Division et défendu par un bataillon de fusiliers, est le dernier des forts de Metz à déposer les armes, le 13 décembre 1944.
La résistance allemande, déterminée, les intempéries et les inondations, inopportunes, ainsi qu’une tendance générale à mésestimer la puissance de feu des fortifications de Metz, ont contribué à ralentir l’offensive américaine, donnant l’occasion à l’armée allemande de se retirer en bon ordre vers la Sarre. L’objectif de l’état-major allemand, qui était de gagner du temps en fixant le plus longtemps possible les troupes américaines en avant de la ligne Siegfried, sera donc largement atteint.